# Breisgau-Hochschwarzwald
Breisgau-Hochschwarzwald okrug je u njemačkoj pokrajini Baden-Württemberg. Oko 250.132 stanovnika živi u okrugu površine 1378,33 km².

## Gradovi
1. Bad Krozingen
2. Breisach am Rhein
3. Heitersheim
4. Löffingen
5. Müllheim
6. Neuenburg am Rhein
7. Staufen im Breisgau
8. Sulzburg
9. Titisee-Neustadt
10. Vogtsburg im Kaiserstuhl

## Vanjske poveznice
- Webstranica okruga